# Luis Alonso Schökel

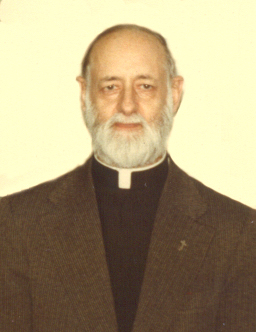
Luis Alonso Schökel S. J.

Luis Alonso Schökel (Madrid, 15 de febrero de 1920-Salamanca, 10 de julio de 1998) fue un sacerdote jesuita español, estudioso de la Sagrada Escritura y profesor del Pontificio Instituto Bíblico de Roma.

## Vida
Nació en Madrid en 1920, e ingresó en la Compañía de Jesús.
Profesor del Pontificio Instituto Bíblico desde 1957. Su contribución específica a los estudios bíblicos ha sido la consideración de la Sagrada Escritura como obra literaria, especialmente atento a la poética hebrea, y también a la influencia de la Biblia en la literatura castellana.

## Obra
El profesor Alonso Schökel fue autor de una obra muy vasta, que se extiende a lo largo de cinco décadas, toda la segunda mitad del siglo XX. Inicialmente dedicado a cuestiones literarias en general, pasó más tarde a centrarse en los estudios bíblicos hasta desembocar en la espiritualidad.
De entre su gran producción cabe destacar:
- Historia de la literatura griega y latina, Santander 1945.
- La formación del estilo. Libro del profesor, Santander 1947.
- Introducción a la poesía moderna, Santander 1948.
- Poesía española 1900-1950, Santander 1950.
- Pedagogía de la comprensión, Barcelona 1954.
- Viaje al país del Antiguo Testamento, Santander 1954.
- El hombre de hoy ante la Biblia, Barcelona 1959.
- Estudios de poética hebrea, Barcelona 1963.
- La palabra inspirada. la Biblia a la luz de la ciencia del lenguaje, Barcelona 1966.
- Doce Profetas Menores. Traducción y notas, Madrid 1966.
- Salmos. Traducción y notas, Madrid 1966.
- Jeremías. Traducción y notas, Madrid 1967.
- Isaías. Traducción y notas, Madrid 1967 (en colaboración).
- Apuntes de hermenéutica, Madrid: Trotta, 1994. ISBN 84-87699-90-1 (junto con José María Bravo Aragón)
- Diccionario bíblico hebreo-español, Madrid: Editorial Trotta, 2008 (3 ed.). ISBN 84-8164-985-6.
- Símbolos matrimoniales en la Biblia, Estella: Verbo Divino, 1997. ISBN 84-8169-182-8.
- Mis fuentes están en Ti: estudios bíblicos de literatura española, Madrid: Universidad Pontificia Comillas, 1998. ISBN 84-89708-29-0.
- Como el padre me envió, yo os envío: apostolado y ejercicios espirituales, Santander: Sal terrae, 1997. ISBN 84-293-1215-3.
- Dios, Bilbao: Mensajero, 1997. ISBN 84-271-2123-7.
- El estilo literario: arte y artesanía, Bilbao: EGA, 1995. ISBN 84-271-1954-2 (junto con Francisco Pérez Gutiérrez y José Luis Blanco Vega).

### Traducciones
Schökel es principalmente conocido por la traducción de la Biblia que dirigió junto a Juan Mateos y que se publicó como Nueva Biblia Española (1976). Para llegar a un público amplio publicó en 1993 la Biblia del Peregrino. Edición de estudio, con notas para facilitar a muchos la consulta, el estudio y lectura profunda de la Sagrada Escritura. La Biblia de Nuestro Pueblo es una versión con comentarios de corte pastoral de cada pasaje y letra grande, con dos ediciones diferentes, una para España y otra adaptada para Latinoamérica.